# Правителство на Стефан Янев 1
Първото служебно правителство на Стефан Янев е деветдесет и седмото правителство на Република България (шесто служебно). То е назначено от президента Румен Радев и действа в периода 12 май – 16 септември 2021 г.
На 14 септември 2021 година става най-продължително управлявалото служебно правителство в българската история, надминавайки продължителността на това на епископ Климент през 1879 – 1880 година.

## Кабинет
В състава му влизат следните 19 министри:
| министерство                                              | име | име              | партия     |
| --------------------------------------------------------- | --- | ---------------- | ---------- |
| министър-председател                                      |     | Стефан Янев      | безпартиен |
| заместник министър-председател,1 труд и социална политика |     | Гълъб Донев      | безпартиен |
| заместник министър-председател,2 вътрешни работи          |     | Бойко Рашков     | безпартиен |
| заместник министър-председател3                           |     | Атанас Пеканов   | безпартиен |
| финанси                                                   |     | Асен Василев     | безпартиен |
| отбрана                                                   |     | Георги Панайотов | безпартиен |
| здравеопазване                                            |     | Стойчо Кацаров   | безпартиен |
| регионално развитие и благоустройство                     |     | Виолета Комитова | безпартиен |
| образование и наука                                       |     | Николай Денков   | безпартиен |
| външни работи                                             |     | Светлан Стоев    | безпартиен |
| правосъдие                                                |     | Янаки Стоилов    | безпартиен |
| култура                                                   |     | Велислав Минеков | безпартиен |
| околна среда и води                                       |     | Асен Личев       | безпартиен |
| земеделие, храни и гори                                   |     | Христо Бозуков   | безпартиен |
| транспорт, информационни технологии и съобщения           |     | Георги Тодоров   | безпартиен |
| икономика                                                 |     | Кирил Петков     | безпартиен |
| енергетика                                                |     | Андрей Живков    | безпартиен |
| туризъм                                                   |     | Стела Балтова    | безпартиен |
| младеж и спорт                                            |     | Андрей Кузманов  | безпартиен |

- 1: – отговарящ за икономическите и социалните политики.
- 2: – отговарящ за обществен ред и сигурност.
- 3: – отговарящ за средствата от Европейския съюз.

## Скандали
Указът на президента Румен Радев за назначаване на кабинета е оспорен пред Конституционния съд през август от 55 депутати от тогавашната парламентарна група на ГЕРБ с мотива, че един от министрите – Кирил Петков, е бил с двойно гражданство – българско и канадско, в момента на издаването му и съответно при конституирането на новото правителство. Самият Петков коментира в отговор, че въпросът с канадското му гражданство е решен още на 21 април, когато твърди, че е подал декларацията за отказ от канадския си паспорт. Това е бил първият момент, в който е имало потенциал да бъде поканен за министър, уточни Петков, казвайки, че счита въпросът за решен.
На 27 октомври 2021 г. Конституционният съд излиза с решение по казуса с гражданството на Кирил Петков, обявявайки за частично противоречащ на Конституцията указа на президента Румен Радев в частта с назначаването на Кирил Петков за министър на икономиката. Причината е, че според КС в момента на издаване на указа той е бил с двойно гражданство, което противоречи на разпоредбите на основния закон на държавата. Според решението на Конституционния съд той реално никога не е бил министър, което поставя под съмнение и актовете, подписани от него. Самият Кирил Петков излиза с пост във Фейсбук, в който обявява, че когато е подписал пред нотариус своето волеизявление за отказ от гражданство на 21 април и е предал канадския си паспорт, е бил сигурен, че е изпълнил своето задължение към Конституцията на България.
Междувременно прокуратурата на България образува проверка по казуса с гражданството на Кирил Петков. Тя е образувана на 24 август, като в прессъобщението на прокуратурата е посочено, че това се случва въз основа на подаден сигнал по електронна поща, съдържащ твърдения за извършено престъпление от страна на Петков в качеството му на служебен министър на икономиката. От прокуратурата посочват, че твърденията са описани и подробно в статия от август 2021, като същите твърдения се съдържат и в сигнал, подаден от гражданин.